# ヒトミ先生の保健室

『ヒトミ先生の保健室』（ヒトミせんせいのほけんしつ）は、鮭夫による日本の漫画。
『月刊COMICリュウ』（徳間書店）にて2013年11月号より連載、ニコニコ静画でも配信されている。『月刊COMICリュウ』が主催する新人賞、第12回龍神賞、銅龍賞を『ジェネレーション・オブ・ザ・（リビング）デッド』で獲得した同作者による本格的なデビュー作である。

## あらすじ
人の二次性徴が個人によって様々な変化を遂げる世界。その世界にある端元中学校で保健室の先生を務める真中一美が、保健室にやってくる生徒たちの「他人とは違う悩み」に向き合う、ファンタジー漫画。

## 登場人物

### 保健室の教諭
真中一美（まなか ひとみ）
単眼系養護教諭。端元中学校に勤務する本作の主人公の女性。養護教諭。愛称は「ヒトミ先生」。身長は160センチメートル。
大きな一つの目をもち、生徒たちの体調や変化を見抜いて体調不良や悩みを解決したり助言を出したりする。ケガをした生徒には真摯に向き合う。
単眼であるため、物の立体視ができず、一日三回は壁に激突する。その代わり視力は人並み外れている。また、ドジっ娘で、ご飯粒を瞼につけるなど、ある意味器用なこともやってしまう。
かなりの巨乳で、樹による推定だとGカップあるらしい。いまだに成長中。
真中家三人姉弟の長女で、十年前、母が蒸発した際に率先して母の代わりをやろうとしていたが、ドジっ娘が災いし、うまくいかなかった。
酒に弱く、一杯飲んだだけで酔ってしまう。また、酔うと毎回「目からビィーーーム」と言って他人に迷惑をかけている。目から実際にビームが出るのではないかとわずかに信じており、たまに脳内イメージによるトレーニングをしている。
幼少の頃は、作中に登場するアニメ「777（ラッキーセブン） ピュア☆キュア」に登場する単眼のピュアサイクロンに憧れていたため、今でもビームを出すトレーニングをしている一因となっている。
ほかの人よりも二次性徴が早かったため、小学生のころの一時期は人見知りだった。
ホラー映画が苦手。
猫アレルギーだが猫が好きで、一度マスクなどで完全に防備した姿で猫カフェに行っている。
過去の恋愛には苦い思い出しかない。
得意料理は目玉焼き。学校での昼食は三美のお手製弁当。
新聞部の取材を受けた際に個性的な絵を披露し、ヒトミ画伯と称された。
たいした用もないのに弟の二美夫に連絡をとろうとして、彼に無視されている。
単眼であるため、元々乗り物酔いしやすいが、林間学校前日は楽しみにするあまり寝不足になり、それもたたってバスの中で誰よりも早く乗り物酔いしていた。
月刊コミックリュウで連載しているクミカのミカク2巻の背景の一コマにモブの一人として登場している。
樹翠（いつき みどり）
植物系養護助教諭。端元中学校に勤務する性別不明の人物。一年前に赴任してきた。身長は170センチメートル。
ナース服を常に身に纏う。中性的な顔立ちで口癖は「っス」。
かなり自由な性格。天然ボケを連発するヒトミ先生に厳しいツッコミをいれたり、からかったりしている。
昼食はとらず、天気の良い日に外に出て光合成を行う。
ほかの人とは違い、二次性徴で特殊な体躯に発現したのではなく、生まれつき植物系の体躯。髪は緑色で耳は網状脈の葉のような形。ほかの植物系体躯の人と同じように性器は、多くの植物が咲かす両性花のような性器を持つ。
現在は教員採用試験にむけて勉強中。
単行本の生徒健康記録は全て彼（彼女）が書いている。

### 2年A組の生徒
教員・多々良拳四郎が担任するクラス。
設楽伸子（したら のぶこ）
長舌系女子。身長155センチメートル。舌の長さは320センチメートル。
物語において、ヒトミ先生のところに最初に相談にきた生徒。
伸縮性の高い舌を持ち、繊細な感覚と動作機能を持つ。猫舌。
元々明るい性格であったが、2年になってから伸び始めた舌の影響で、暗い性格になってしまった。その後ヒトミ先生からの助言を受け悩みを解決し、髪の毛も気分一新短くした。
クラスの金子と仲が良く、林間学校の途中で付き合うことになった。
クラスでは、クララ、矢尾、田部といつも一緒にいる。
樹から舌技を教えられた。
第1話以降もたびたび登場し、ほとんどの話で背景モブとして登場している。
留居静流（とめい しずる）
透明系女子。体の透明度が変化する体質。
自分の能力が制御できなくなり、常に消えたままの状態になってしまったため、一美のもとを訪れた。その際、一美にはその姿が見えていた。
能力が制御できているにもかかわらず、服だけ透明化の解除ができないという理由をつけて、スクール水着で登校していたこともある。
透明な自分によく気づき、優しくしてくれた金子に対して特別な感情を抱いている。
埴生大助（はにゅう だいすけ）
女乳系男子。女性のような乳房をもつ男子。
あだ名はおっぱい大臣。ヒトミ先生の巨乳を拝むためにわざとケガするほどおっぱい好き。そのためか、クラスの女子殆どに嫌われているらしい。
女乳化した後、女性の象徴としてのおっぱいの魅力に気づき、男子生徒から称賛の嵐を受けた。
乳房は一度だけ膨らんだと思われていたが、自身の女性ホルモン分泌を高めることによって、一時的に乳房を膨らませることができるようになった。
リア充に対してただならぬ敵意を持っている。
才塚、高花、松千代といつもつるんでいる。
田部つくし（たべ つくし）
総食系女子。なんでも食べられる口と消化器官をもつ女子。
なんでも口に入れる癖の矯正のためにマスクを付けているが、逆につまみ食いや早弁の隠れ蓑になってしまっている。
空腹が極まると暴走する。そのことがきっかけで同じクラスの二林に告白され、髪の毛からのお付き合いを始めた。
クラスでは、設楽、クララ、八尾と一緒にいる。
二林景人（ふたばやし かげと）
再生系男子。髪の毛や腕を再生することができる体質。
腕程度なら数度の脱皮で元に戻り、骨まで再生する。そのため何度でもトカゲのように自切することができる。
クラスメイトの田部に好意を抱いており、ある事件がきっかけで彼女とお付き合いすることになる。
田部に食べられることが好きな性癖だと周りから思われている。
金子とは仲がいいらしい。
高花（たかばな）
大鼻系男子。興奮するとピノキオのように鼻が伸びる。
埴生とつるんでいる男子。眼球フェチ。
リア充に対してただならぬ敵意を持っている。
才塚（さいづか）
埴生とつるんでいる男子。体のサイズを変化させることができる。
松千代（まつちよ）
埴生とつるんでいる男子。筋骨隆々の眼鏡をかけた男子。
リア充に対してただならぬ敵意を持っている。
クララ
設楽、田部と一緒にいる女子。ボールのような体型をしている。同学校の先輩に恋心を抱いている。設楽と同じようにほとんどの話の背景モブとして登場している。
矢尾（やお）
デビルのような尾をもつ女子。異性との交遊を積極的に行っている。
金子吐夢（かねこ とむ）
猫化系男子。体の一部が猫のようになる体質。
猫のような耳や爪、尻尾、毛皮等を発現できる体質で、猫化していると猫のような嗅覚・聴覚を得る事が出来るため感覚は鋭い。
猫と話す事が出来ると本人は思っているらしいが、詳しくは不明。
夜行性らしいが、就寝時刻は早いらしい。
度々設楽とデートをしていたが、林間学校中にようやく付き合うことになったらしい。
舌フェチと思われているが、詳しくは不明。
1話から登場していたが、8巻でようやく名前が判明した。
委員長
眼鏡でおさげのA組委員長。みんながみんな委員長と呼んでいるらしく、本名は不明。
今の所、特別な体質は発現していない。
貧乳であることを気にするそぶりを見せている。
クラスの女子に嫌われる埴生に対して、ほぼ唯一普通に接しており、彼に対して複雑な感情を抱いてる。

### 2年B組の生徒
教員・門司勇輝が担任するクラス。
鳶田陽菜（とびた ひな）
鳥翼系女子。鳥のような翼をもち、自由に飛び回る。体はそのため身軽。
いわゆる非行少女でたびたびルールを無視し、飛行登校をしていた。
担任の門司のやさしさに触れ、彼に好意を抱くようになる。
松代奈幸（まつしろ なゆき）
雪白系女子。体は雪のように真っ白で触れたものも一時的に白くなる。
子供、動物、ぬいぐるみなど小さなものやかわいらしいものが大好き。
生徒会執行部に所属。書記を務める。
安蒜里知（あびる りち）
蛭口系女子。ヒルのような特徴を持っている。
小森には「りーちゃん」と呼ばれている。新聞部員。小森とともにヒトミ先生にインタビューした生徒。
取材のときは、暴走気味の小森にツッコミを入れたりしていた。
また、学内で発生した吸血鬼事件の際には、新聞部が関与して犯人を暴こうと進言した。
奥藤八純（おくとう はすみ）
蛸脚系女子。脚の付け根から4本、腰から4本頭足類のような吸盤や強い筋力を備えた脚が生えている。
緊張すると瞳孔がタコの目のように変わり、脚にぬめり気が出る。
後述する大久保のミステリアスさに惹かれ、彼女に度々視線を送っていたが、ある出来事がきっかけで彼女と名前で呼び合う仲になる。
普段は昆虫のような骨格を持つ少女と物体が体を通過する少女の3人でいることが多い。
おまけでは大久保と一緒に寝ていた。
大久保杏奈（おおくぼ あんな）
顔孔系女子。顔の中央に大きな穴が開いてる少女。
顔の穴は基本的に閉じないが、ストローを使うときはすぼめることができる。
顔に穴が開くまでは美少女だったらしい。首から下は、中学生離れしたダイナマイトボディ。奥藤とはある出来事がきっかけで名前で呼ぶ仲になる。

### 2年D組の生徒
教員・神永乙女が担任するクラス
富士見ヨミ（ふじみ ヨミ）
即治系女子→不死身系女子。超生命力・超治癒力を有するため、めったに死なない体質。
一年前に起こった大事故の際、不死身であったことが判明する。また、その際に臨死体験をしている。その時の傷が完治せず、右目や頭、左手首、右腕、上半身、下半身、右足、左足に切断痕があり、そこがよくバラバラになる。そのせいでゾンビっ娘とも呼ばれている。痛覚は麻痺しており、痛みをかゆく感じている。
非常に明るく、ポジティブな性格。
肉が好物。D組の二大変人の一人。
外国籍の祖父と泡の模様を持つ飼い猫・バブルスがいたが、いまは亡くなっている。彼女が臨死体験をしていたとき、彼とその猫が彼女のことを救ってくれた。
大木京子（おおき きょうこ）
巨躯系女子。身長295センチメートル。まだまだ伸び盛り。
小山内千沙と幼馴染。小さいころは彼女に守られていた。身長によるコンプレックスから彼女との仲が悪くなるが、その障壁を乗り越え一層仲良くなる。
成長が止まるところを知らず、服がその場で破れてしまうほどであり、服の買い替えは半ばあきらめ気味。
小山内千沙（おさない ちさ）
短躯系女子。身長105センチメートル。身長がマイナス成長する体質。
大木京子と幼馴染。小さいころは彼女を守っていた。身長によるコンプレックスから、彼女との仲が悪くなるがその障壁を乗り越え一層仲良くなる。
身長の短化が止まらず、服の買い替えは京子とともにあきらめ気味。
身長は縮んでいるが、女性としての発育は順調。
日蔭彩魅（ひかげ あやみ）
暗影系女子。肉体だけでなく存在そのものが影になり、影と同化する体質。また、影に潜り気配を断つことができる。
時々、心の闇が体表に滲み出てくることがある。
クラスの中では気配を消し、漫画や小説を一人で読んでいる。徹夜で漫画を読みふけ翌日の体育に欠席することもある。
男性が苦手で、女性同士の恋愛に淡い憧れを抱いており、一美と乙女のやり取りを壁越しで聞いて興奮し鼻血を噴き出した。最近ではそういった小説を好んでいる。
宇吹紙織（うすい しおり）
平面系女子。体の一部が平面になるだけだったが、京子に潰され、その後は全身が平面化できるようになった。
平面変化時には体に厚みが存在しないが体の強度は変わらない。平面変化時には、自身を含めた周りの知覚が二次元になり、漫画のように見える。そのためメタフィクション的発言のような言動をとることがある。D組の二大変人の一人。
彩魅と同じように漫画が好き。ただし、彼女と好みが正反対で、少年漫画やボーイズラブの漫画を好んでいる、いわゆる腐女子である。
間尻煌姫（まじり きらめき）
合成系女子。触れた動物の特徴を合成する体質。自分の体との合成具合は本人によって調整できる。調整は骨格、体積によって限界がある。
変形の際に、身に着けたものにも多少影響があり、眼鏡と顔が一体化している。自ら人間に触れると元に戻る。
作中では、馬、金魚、ヤギ、猫、蝶、犬、カタツムリ、黒いアレと合成していた。また6巻カバー裏でカエルと合成している。
若月成貴（わかつき なるき）
校内一のイケメンで女子からよく告白を受けていた。恋愛には相手の容姿だけで評価しないという位、真面目な性格。
体に現れた人面層創が右肩に移動した、カオリという女性の頭部に恋心を抱いている。
カオリ
成貴から独立した人格を持つ美少女で、描写から成貴の右腕を使うことができると思われる。顔は成貴と瓜二つ。

砥上（とがみ）
成貴の友人の男子。尖った耳を持つ。地獄耳。
福良真理男（ふくら まりお）
膨化系男子。自身の髪や周囲の生物を膨らませてしまうことができる。天然パーマ
ストレスを感じると周囲に膨張波を出して、丸くしてしまう。
膨張波が原因でトラブルを起こしたが、今は膨張波を制御できるようになっている。

### 生徒会執行部の生徒
会長の優れた能力により本来の中学生徒会より多岐にわたる仕事を任されている。その代わり、携帯電話の使用など生徒会活動内でのある程度の特権を認められている。
真中三美（まなか みつみ）
ヒトミ先生の妹で多眼系女子。額に第三の眼を持ち、開いた眼の数によって人格が3つ存在する。これらは多重人格のように交代しているが、記憶は共有しているため日常生活に支障はない。3つの人格すべてがシスターコンプレックス。
幼少の時から人並み外れた知識のおかげで理性的だった。3年B組。
三美（みつみ）
眼が二つ開いた時の人格で主人格。料理を作るときはこの人格。端元中学校生徒会長。姉と違い文武両道の「胸囲以外は完璧超人」。花園にただならぬ感情を寄せられている。
みぃちゃん
三美の額にある第三の眼が開き、三つの眼が開いたときの人格。料理を食べるときはこの人格。他二つの人格と比べて精神的に幼い人格。松代が気に入ってる人格。
天眼（てんげん）
三美の額にある第三の眼が開き、他二つの眼が閉じたときの人格。ほかの人格に比べ、サディスティックで攻撃的。戸浦が忠誠を誓っている。

桐生院花園（きりゅういん かえん）
火竜系女子。生徒会副会長。手には鱗、頭には角が生え、怒ると火炎を吐く。3年A組。
桐生院グループの社長令嬢で上品な言葉遣い。三美にただならぬ感情を寄せている。戸浦とは犬猿の仲。
気位が高く怒りっぽく、負けず嫌いな性格から周りから孤立することが多かった。
父は仕事で忙しく、なかなか会えていない。
桐生院家で運転手をしている宙太の父が連れてきた宙太とは姉弟のような関係。
戸浦大賀（とうら たいが）
虎態系男子。生徒会庶務。虎のような頭とがっちりした体をもつ。3年B組。
生徒会の仕事をめんどくさがってさぼっていることが多く、血の気が多い。しかし、天眼に対して忠誠を誓っており、彼女には蹴られて喜ぶマゾヒズムな一面を見せている。
松代奈幸（まつしろ なゆき）
2年B組の生徒の欄参照
根津宙太（ねづ ちゅうた）
鼠態系男子。生徒会会計。ネズミのような耳と尾をもつ。1年D組。
小柄でかわいらしい男子生徒。三美の各人格に心酔する執行部が揃う生徒会の中で最も一般的な意見を持つ。性格は臆病。
父親が花園家で仕事をしている関係で幼少の頃から花園と親しい仲で、姉弟のような関係。
三美が公私混同しているのではと疑問を呈していたが、三美の思いを聞いてすぐに理解を示した。花園のことをお嬢様と呼んでいる。

### その他の生徒
小森稀喜（こもり きき）
蝙耳系女子。蝙蝠のような大きな耳を持ち、超音波を使うエコロケーション能力をもつ。
新聞部に所属。学校新聞でありながら人気の人物のゴシップネタを聞きつけ、その記事の反響を楽しんでいる。
逆さ吊りになっていると頭に血が上り、悪だくみが捗るらしい。権力者には取り入るよりは、引きずりおろすほうが好き。
新聞部部長
カメレオンのような頭をもつ男子。
三美の三重人格について迫ろうとしたが、天眼と戸浦に脅され、それ以降部員に「そのネタだけは絶対に手を出すな」とおびえている。

### 教員
多々良拳四郎（たたら けんしろう）
2年A組の担任。多腕系理科教諭。男性。身長は180センチメートル。二対四本の腕を持つ。すべてが利き腕で関節も柔らかく、異なる動作も器用にこなす。煙草を二本もっているが、ニコチン接種より手遊びの意味合いが大きい。
ヒトミ先生の幼馴染で実家が隣同士。ツンデレ。貧乳派。ヒトミ先生より一つ年上。
他人から見ると、ヒトミ先生とは微妙な関係。また、彼女に対して嫌味もよく言うが、最後にはフォローしたりしている。
ヒトミ先生たちの母親がどうなったか知る唯一の人物で、彼女から三美と二美夫のことを託され、兄のように接している。
喧嘩慣れしている様子がある。
後ろの1対2本の腕は中学2年生の頃に生えた。
モンスター娘のいる日常の第39話でゾンビーナが持っていた同人誌の登場人物として登場している。
門司勇輝（もじ ゆうき）
2年B組の担任。多毛系体育教諭。男性。身長は190センチメートル。全身を太い体毛におおわれている。立毛筋が発達しており、興奮時あるいは任意で毛を逆立てることもある。普段の状態だと断熱性、防寒性、クッション性に優れる。見た目より若く、多々良先生と同い年。あることを行うと、年相応の若々しい姿となる。
怒ると怖い。一度鳶田を助けるためにケガを負ったことがあるが、体毛のおかげで大事には至らなかった。
多々良先生と同じく、モンスター娘のいる日常の第39話でゾンビーナが持っていた同人誌の登場人物として、文字のみだが登場している。
ヒトミ先生に少し好意を抱いている。
神永乙女（かみなが おとめ）
2年D組の担任。触髪系国語教諭。女性。頭髪が触手のように自在に動く。髪には神経が通っており触覚などの感覚を有するため切ることはできない。髪は束ねると自分の腕力以上の力を発揮する。
女性が好きで、女生徒の髪を触って溜まった性欲のはけ口としてヒトミ先生に発散していた。胸のサイズは自称Cカップ。
ピカール先生
2年A組の英語教員。男性。スキンヘッドの先生。端元中学校に10年以上勤務している。
校長先生
信楽焼きの狸の置物のような姿をした校長。常に光を放ち、浮遊している。傘をかぶっている以外衣服を身に着けていない。
股間は常に隠され、見た目が完全に狸の置物であるため、性別は不明だがおそらく男性。感情表現には自らの光を用いる。
ナース服が好きで、樹のナース服着用申請をあっさり認めた。
鮭尾先生
美術の先生。名前のみ登場。

### その他の登場人物
ヒトミ先生たちの父親
熊の頭を持つがっちりした体格。たまに大量のカレーをつくる。
ヒトミ先生や三美との仲は良好で、ヒトミ先生とは映画を一緒に見に行っている。
ヒトミ先生たちの母
突然蒸発した母。今の所、多々良先生だけがどうなったのか詳しく知っている。
真中二美夫（まなか ふみお）
ヒトミ先生の弟で、三美の兄。多々良先生に懐いている。大学生。
第32話で初登場した。姉妹とよく似た目元をしている。
かなりやんちゃな部分があり、警察沙汰一歩手前の出来事をやらかした。
多々良ルリ（たたら るり）
多々良先生の母親。見た目は完全に幼い少女でツインテールがよく似合うが、年齢は50歳代である。
息子である多々良先生と一美が結ばれればよいと思っているところがある。
多々良先生の父親
多々良先生の父親。いわゆるロリータコンプレックスで、幼少の頃の三美の写真を息子の写真以上に所有している。息子が自立した後、妻とイチャイチャできると息巻いている。妻が息子にばかりかまっていることに加え、息子がそっけない態度をとっていることにいら立っている。
富士見さんの祖父
元外国籍の富士見さんの祖父。故人。頭に角を持つ。
臨死体験をした富士見さんの前に現れる。
宙太の父
花園の家で運転手の仕事を請け負う。
気分が良くなると髪が逆立つ。
ルミ
とある理由からメイド喫茶ツインテイルでバイトすることになったツインテールの人物。ある人物のアルバイト中の名前で本名ではない。
ミヤ
猫のような姿をした人物。ルミの先輩。ルミが働くメイド喫茶でアルバイトしている。
九郎明川サキ（くろめがわ さき）
ヒトミ先生の中学の同級生で友人。眼球の白目が黒く、まつ毛は白い少女。成人した姿では黒い角が生えている。
当時先輩であった多々良先生に好意を抱いている。
10年前に転校してからヒトミ先生とは交流がなかったらしい。
あとがきによると、七夕祭りの際に織姫役をやっていたらしい。
小鉄徹子（こてつ てつこ）
ヒトミ先生の中学の同級生で友人。左腕が鉄のように黒くなっている少女。現在は左腕がさらに肥大化している。
水晶湖キャンプ村の村長
端元中学校が林間学校で訪れたキャンプ村の責任者。いかつい男性。
作中では漢字以外のセリフが全てカタカナになっている。
規則を破った者にペナルティを与えるのも彼。

### 作中作品の登場人物
ピュアサイクロン
作中のアニメ「777 ピュア☆キュア」の単眼ネコミミのヒロイン。ヒトミ先生の幼少の頃のアニメの人物で、彼女の憧れだった。
マッドシュリケーン
作中のコミック誌、「月刊コミックトーラ」でトラウト・サーモンにより連載されている漫画、「MAD SHURIKEEN」の主人公。
「第四の壁」を侵すメタ発現をする自称忍者。

## 書誌情報
- 鮭夫 『ヒトミ先生の保健室』 徳間書店〈リュウコミックス〉、既刊19巻（2025年1月10日現在）
  1. 2014年3月13日発売、ISBN 978-4-19-950385-6
  2. 2014年9月13日発売、ISBN 978-4-19-950413-6
  3. 2015年3月13日発売、ISBN 978-4-19-950442-6
  4. 2015年9月12日発売、ISBN 978-4-19-950470-9
  5. 2016年4月13日発売、ISBN 978-4-19-950502-7
  6. 2016年10月13日発売、ISBN 978-4-19-950532-4
  7. 2017年4月13日発売、ISBN 978-4-19-950561-4
  8. 2017年10月13日発売、ISBN 978-4-19-950591-1
  9. 2018年4月13日発売、ISBN 978-4-19-950616-1
  10. 2018年11月13日発売、ISBN 978-4-19-950654-3
  11. 2019年6月13日発売、ISBN 978-4-19-950680-2
  12. 2020年1月12日発売、ISBN 978-4-19-950695-6
  13. 2020年9月12日発売、ISBN 978-4-19-950716-8
  14. 2021年6月11日発売、ISBN 978-4-19-950743-4 - 『ジェネレーション・オブ・ザ・（リビング）デッド』収録
  15. 2022年1月12日発売、ISBN 978-4-19-950766-3
  16. 2022年10月13日発売、ISBN 978-4-19-950795-3
  17. 2023年5月12日発売、ISBN 978-4-19-950815-8
  18. 2024年3月13日発売、ISBN 978-4-19-950849-3
  19. 2025年1月10日発売、ISBN 978-4-19-950891-2

## 受賞歴
ダ・ヴィンチとniconicoが運営する 「第2回次にくるマンガ大賞」にノミネート。第14位にランクイン。